# Josef Čapek

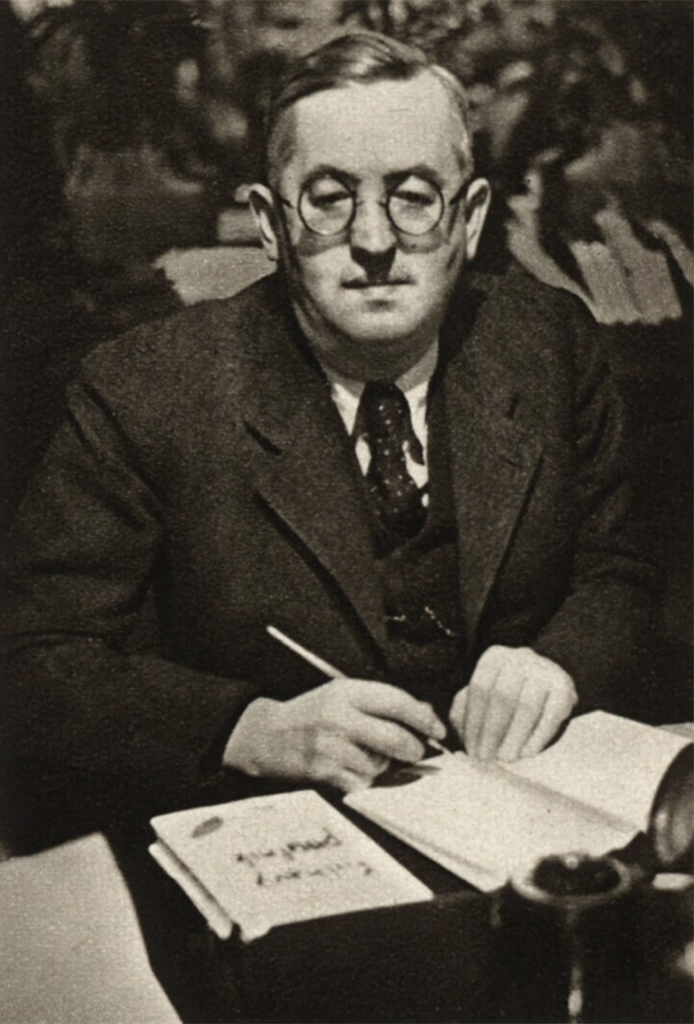
Ảnh chụp Josef Čapek

Josef Čapek  (phát âm tiếng Séc: [ˈjozɛf ˈtʃapɛk]; 23 tháng 3 năm 1887 – Tháng 4, 1945) là một nghệ sỹ người Séc là một họa sĩ lừng danh, nhưng cũng được biết đến như là một nhà văn và một nhà thơ tài năng. Ông chính là người đã phát minh ra từ robot, được em trai Karel Čapek dùng trong văn học. Những câu chuyện có tranh minh họa của ông nhan đề Povídání o Pejskovi a Kočičce (Tất cả về Chó Con và Mèo Cái) được coi là những tác phẩm kinh điển của nền văn học thiếu nhi Cộng hòa Séc.

## Tiểu sử
Čapek chào đời ở Hronov, Bohemia (Áo – Hungary, sau là Tiệp Khắc, nay là Cộng hòa Séc) vào năm 1887. Lần đầu tiên trở thành họa sĩ của trường phái Lập thể, về sau ông tự mình phát triển được phong cách tối giản, vui tươi riêng biệt. Ông đã hợp tác với người em Karel qua một số vở kịch và truyện ngắn; về phần mình, ông có viết một vở kịch kiểu utopia Xứ sở Nhiều Tên và một vài cuốn tiểu thuyết, cũng như tiểu luận phê bình với lập luận vì nghệ thuật vô thức, thiếu nhi, và 'hoang dại'. Ông được em trai vinh danh như là nhà phát minh thực sự của thuật ngữ robot. Là một họa sĩ vẽ tranh biếm hoạ, ông từng làm việc cho tờ Lidové Noviny, một tờ báo có trụ sở tại Prague. Do thái độ phê phán của mình đối với chủ nghĩa quốc xã và Adolf Hitler, ông đã bị bắt giam sau khi Đức xâm chiếm Tiệp Khắc vào năm 1939. Ông từng viết Những bài thơ từ Trại tập trung trong trại tập trung Bergen-Belsen cho đến lúc qua đời vào năm 1945. Vào tháng 6 năm 1945, Rudolf Margolius được vợ của Čapek là Jarmila Čapková tháp tùng, đi tới Bergen-Belsen để tìm kiếm tung tích của ông. Xác của ông vẫn chưa bao giờ được tìm thấy. Năm 1948, tòa án chính thức xác định ngày cái chết của ông, ngày mà ông không sống được là ngày 30 tháng 4 năm 1947.

## Tác phẩm chọn lọc
- Lelio, 1917
- Povídání o pejskovi a kočičce (Tất cả về Chó Con và Mèo Cái), 1929, những câu chuyện có hình minh họa dành cho trẻ em
- Stín kapradiny, 1930, tiểu thuyết
- Kulhavý poutník, tiểu luận, 1936
- Xứ sở Nhiều Tên
- Básně z koncentračního tabora (Những bài thơ từ Trại tập trung), xuất bản năm 1946 sau khi tác giả qua đời
- Adam Stvořitel (Adam Đấng Tạo hóa) – viết chung với Karel Čapek
- Dášeňka, čili život štěněte (Dashenka, hay Cuộc đời của Cún) – viết chung với Karel Čapek, Josef vẽ tranh minh họa
- Ze života hmyzu (Chân dung cuộc đời của loài côn trùng) 1921 – viết chung với Karel Capek

## Phòng tranh

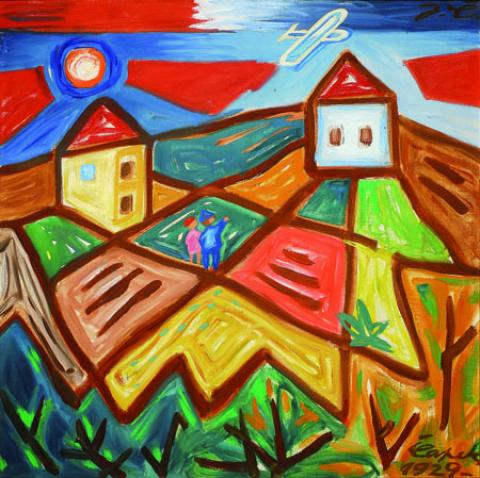
Letadlo (Máy bay)
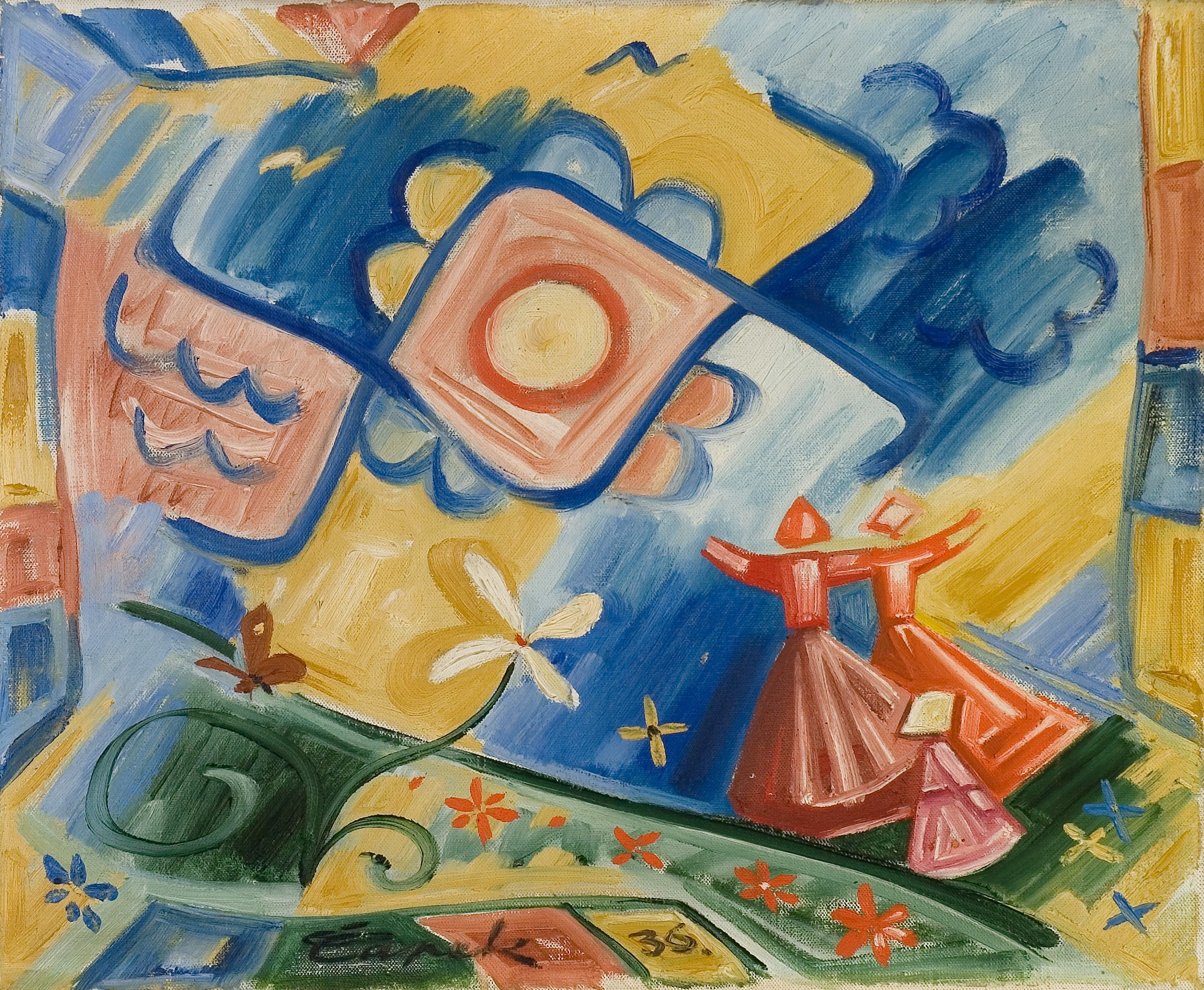
Zpívající děvčata (Những cô gái ca hát)
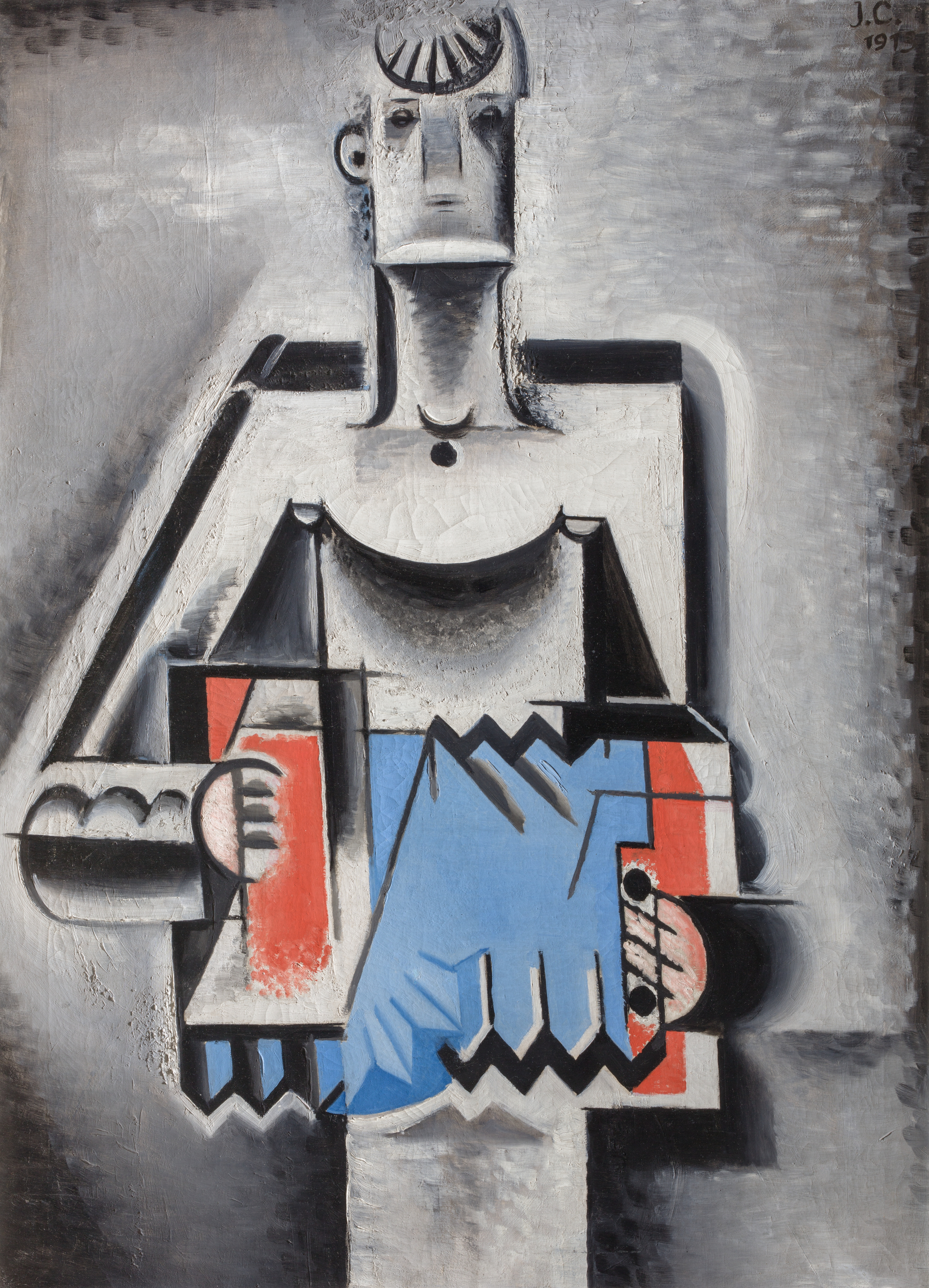
Harmonikář (Nghệ sĩ đàn phong cầm)
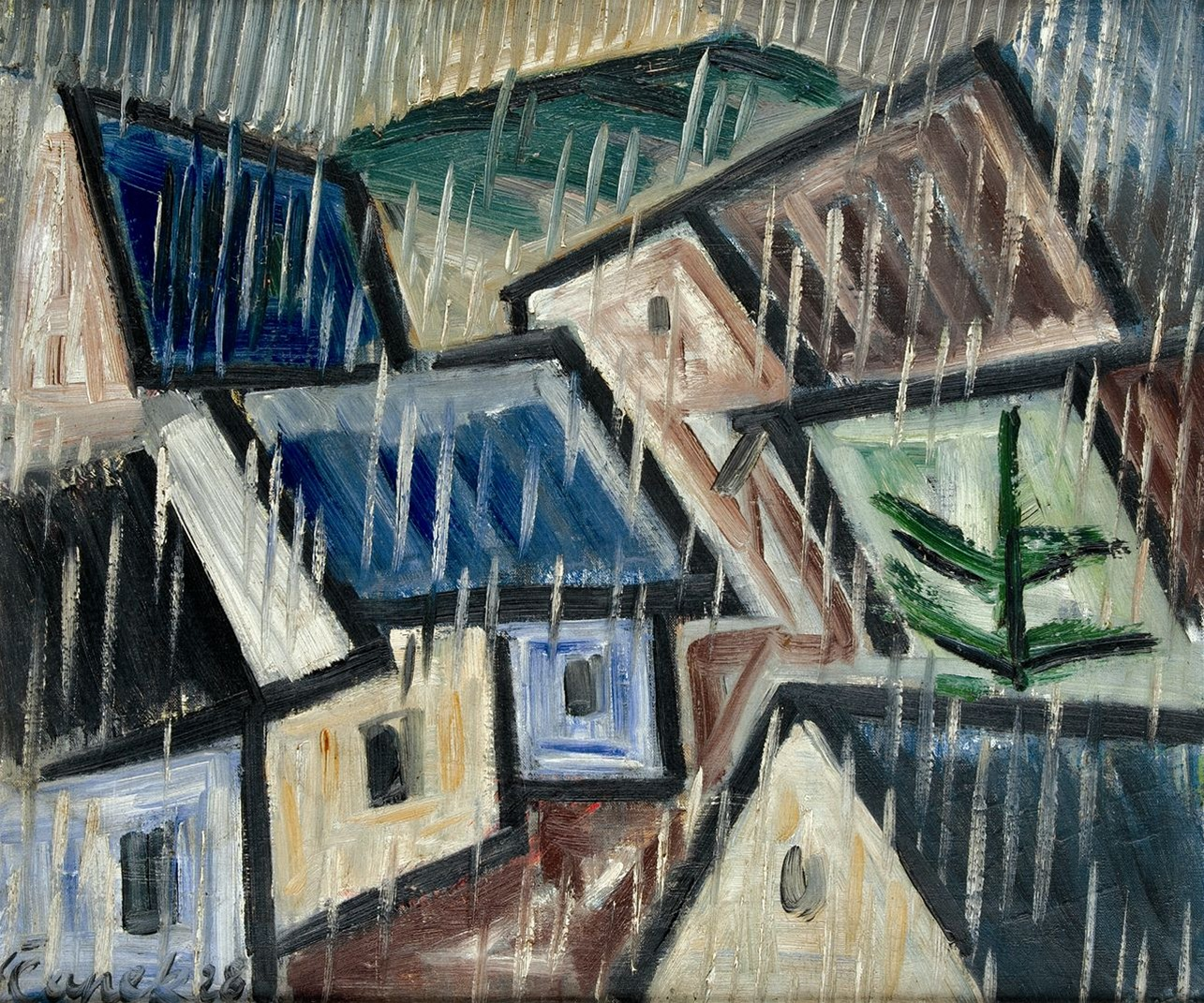
Krajina v dešti (Cảnh trong mưa)
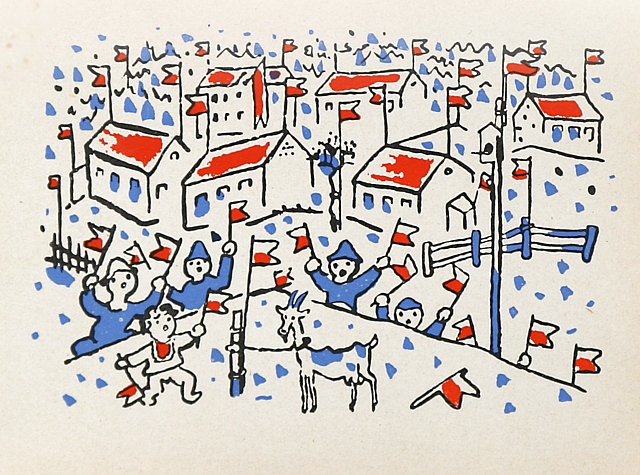
Kluci s kozou (Những gã đàn ông với một con dê)
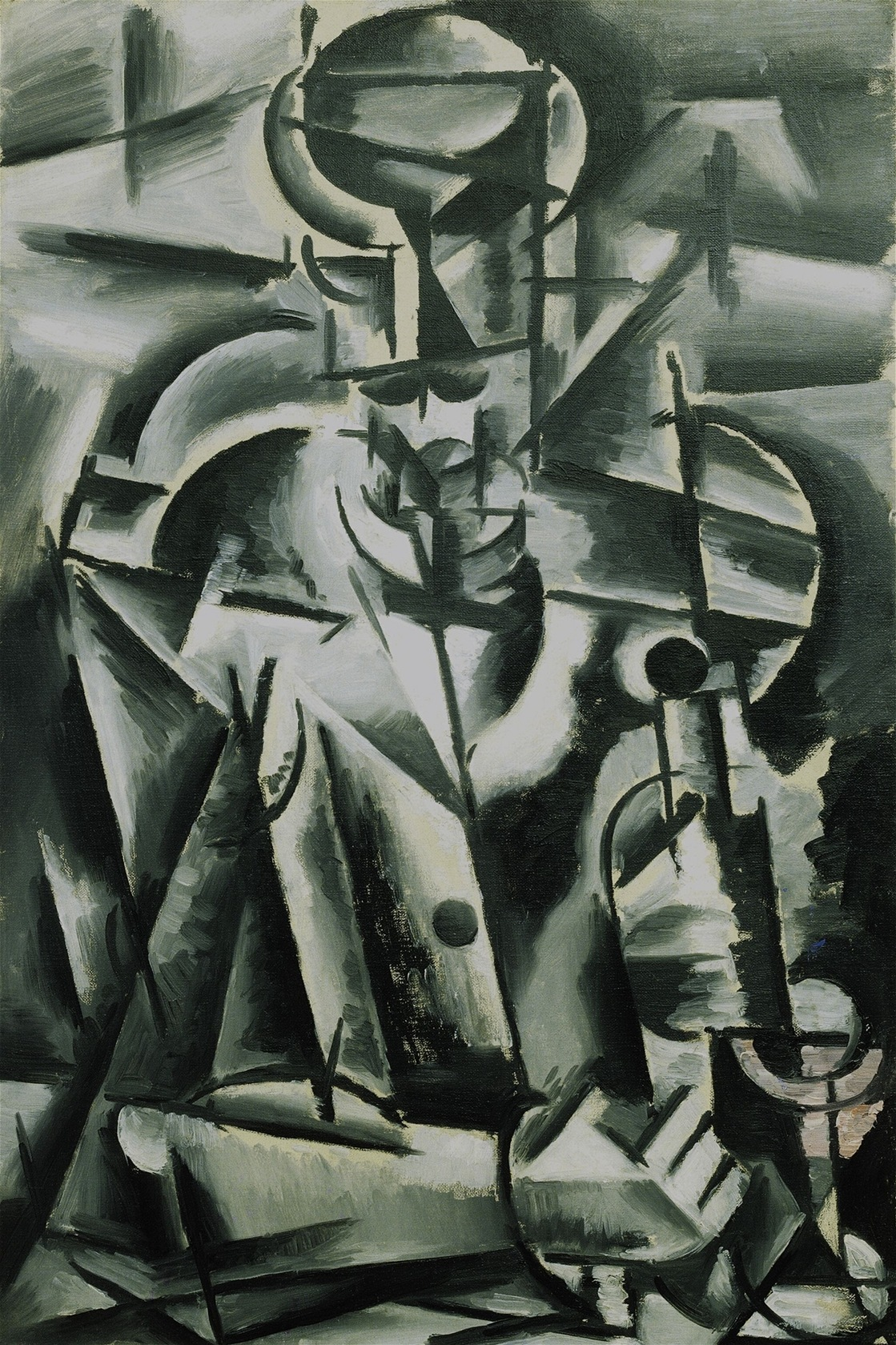
Piják (Bàn đệm)
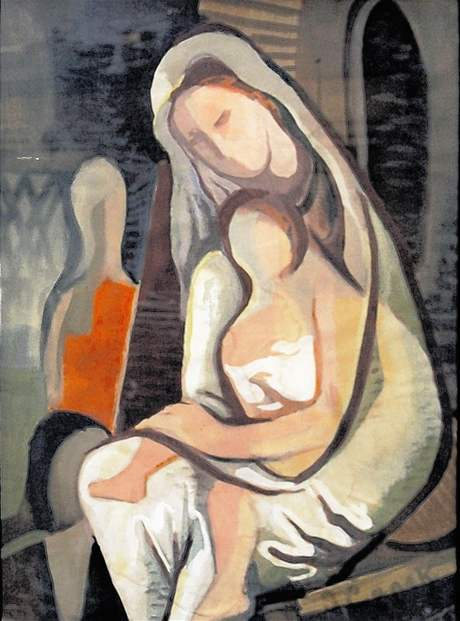
Matka s dětmi (Mẹ với con)
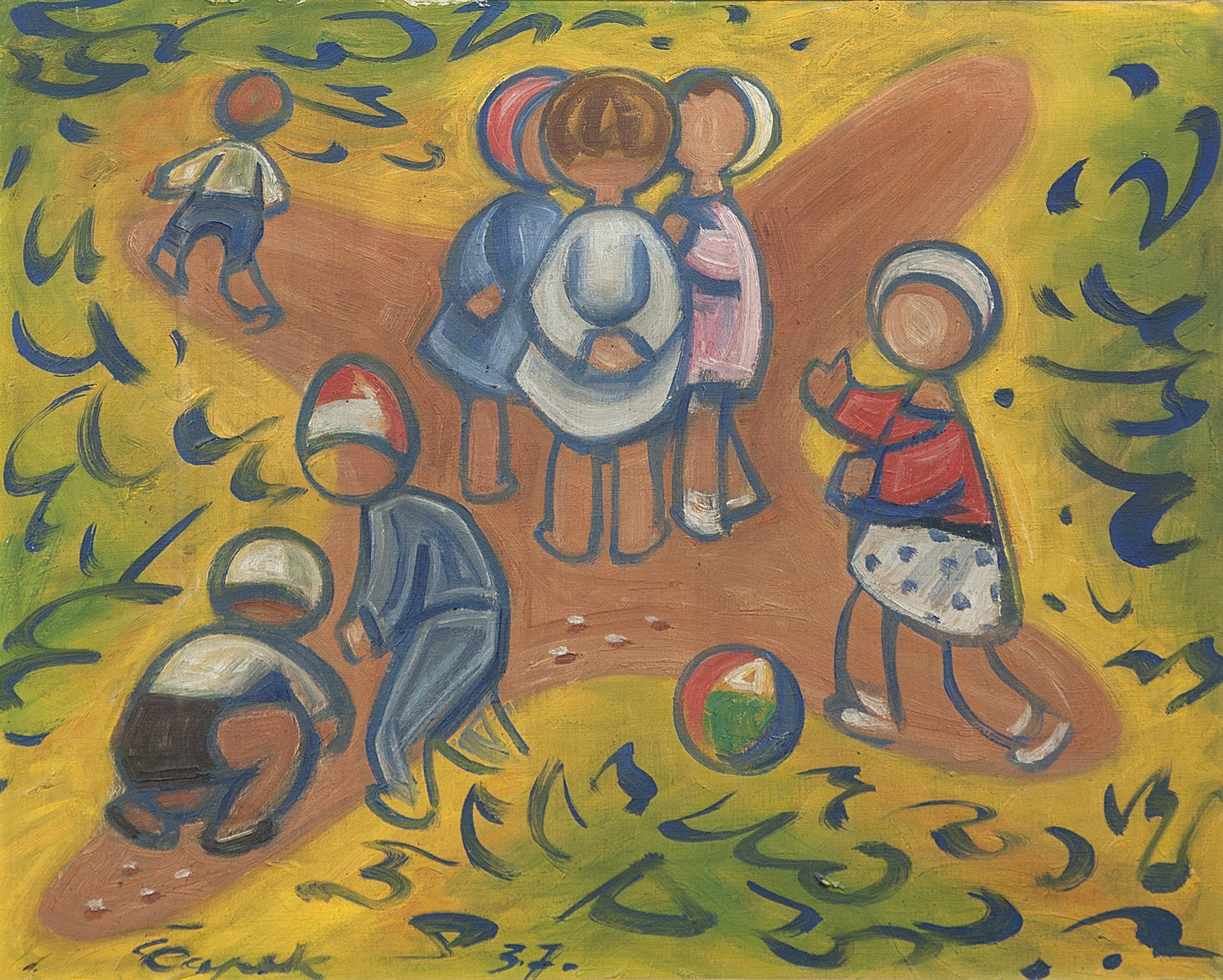
Hra (Trò chơi)
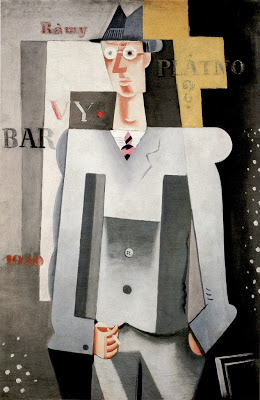
Autoportrét (Chân dung tự họa)

## Văn chương
- Ivan Margolius,'The Robot of Prague',  Newsletter, The Friends of Czech Heritage  no. 17, Autumn 2017, pp. 3 – 6.  https://czechfriends.net/images/RobotsMargoliusJul2017.pdf Lưu trữ ngày 11 tháng 9 năm 2017 tại Wayback Machine
- Marie Šulcová. Čapci, Ladění pro dvě struny, Poločas nadějí, Brána věčnosti, Praha: Melantrich 1993-98
- Marie Šulcová. Prodloužený čas Josefa Čapka, Praha: Paseka 2000